# Distrito de Cuturapi
Cuturapi es un distrito (municipio) situado en la provincia de Yunguyo, departamento de Puno, Perú. Según el censo de 2017, tiene una población de 1270 habitantes.

## Historia
El distrito fue creado mediante Ley n.º 24042 del 28 de diciembre de 1984, en el segundo gobierno de Fernando Belaúnde.

## Geografía
Está situado a orillas del lago Titicaca, al oeste de la provincia de Yunguyo, en el límite con el distrito de Pomata y a 17 km de Copacabana.

## Autoridades

### Municipales
- 2023-2026
  - Alcalde: Cesar Mamani Huerta

- 2019 - 2022
  - Alcalde: Armando Mamani Rosas
  - Regidores:

  1. Huerta Huallpa Roberto (FADEP)
  2. Calisaya Condori Ruben Dario (FADEP)
  3. Huanca Apaza Lorenzo (FADEP)
  4. Huerta Ramos Julia (FADEP)
  5. Rojas Jahuira Alfredo (MI CASITA)

## Festividades
- San Juan Bautista